# هونتلی (نبراسکا)
هونتلی(به انگلیسی: Huntley) شهری در ایالت نبراسکا کشور ایالات متحده آمریکا است که جمعیت آن در سرشماری سال ۲۰۱۰ میلادی، ۴۴ نفر بوده‌است.